# 三道岭水库
三道岭水库是中国辽宁省营口市大石桥市境内的一座水库，位于大清河北支流上，建于1974年。水库正常库容为1590万立方米，集雨面积为133平方千米，海拔为88.7米。